# Hikari e
Hikari e (ヒカリヘ?, Hikari e, "Verso la luce") è un brano musicale dal gruppo musicale giapponese The Babystars, pubblicato il 24 luglio 2002 come singolo d'esordio del gruppo. Il brano è stato utilizzato come terza sigla di apertura per gli episodi dal 116 al 168 dell'anime One Piece, in sostituzione della precedente sigla Believe. Il brano è stato incluso nell'album del gruppo Bebisuta, pubblicato nel 2003.
Esiste anche una versione in lingua inglese del brano cantata da Vic Mignogna, realizzata per l'adattamento di One Piece effettuato da Funimation Entertainment, in cui Mignogna doppia anche il personaggio di Nezumi.

## Tracce
CD singolo Lantis LACM-4362
1. Hikari e - 3:44
2. happy days? - 3:45
3. Hikari e (Instrumental) - 3:44

Durata totale: 11 min  22 s

## Classifiche
| Classifica (2002) | Posizione massima |
| ----------------- | ----------------- |
| Giappone (Oricon) | 42                |